# Reyna Isis
Yaksiry Palacios (siglo XX, México) también conocida como Reyna Isis o la Flor del Desierto, es una luchadora profesional mexicana. Trabaja para el Consejo Mundial de Lucha Libre, en el circuito independiente y en Japón. Es ex campeona nacional femenina mexicana, y perdió su máscara contra La Jarochita en el Show del 89 Aniversario del CMLL.

## Biografía
Reyna Isis no es parte de una familia luchística, algo arraigado en la cultura mexicana, por lo que su entrada a la lucha libre fue por cuenta propia. Según su testimonio la entrada a este deporte espectáculo no fue fácil
"Para mí fue muy difícil ingresar, no había muchas luchadoras y era un núcleo muy cerrado y muy pequeño, antes eran más selectos para dar oportunidades"

## Campeonatos y logros
- Consejo Mundial de Lucha Libre

- Campeonato Nacional Mexicano Femenino ( 1 vez )

## Récordde Luchas de Apuestas
| Ganador (apuesta)      | Perdedor (apuesta)   | Ubicación        | Evento                  | Fecha                    | notas |
| ---------------------- | -------------------- | ---------------- | ----------------------- | ------------------------ | ----- |
| Reyna Isis (máscara)   | La Vaquerita (pelo)  | Ciudad de México | Homenaje a dos leyendas | 18 de marzo de 2022      | [ 6 ] |
| La Jarochita (máscara) | Reyna Isis (máscara) | Ciudad de México | 89 aniversario          | 16 de septiembre de 2022 |       |